# Постмилленаризм
Постмилленаризм или Постмиллениализм (от лат. mille — тысяча; префикс «пост» — после) — хиллегорическое учение, согласно которому Второе пришествие Христа состоится после тысячелетнего периода царствования праведников, либо уже наступившего, либо ожидаемого в будущем. Как правило, постмилленаризм подразумевает под тысячелетним периодом не ровно 1000 лет, но некий конечный протяженный период времени.
В христианской теологии конца времен (эсхатологии) постмилленаризм является интерпретацией главы 20 главы Откровения Иоанна Богослова, в которой Второе пришествие Христа происходит после (лат. post -) «тысячелетия», Золотого века, в котором процветает Христианская этика.
Постмилленаризм противопоставляется премилленаризму и, в меньшей степени, амилленаризму.
Постмилленаризм был доминирующей теологической верой среди американских протестантов, которые продвигали реформаторские движения в 19-м и 20-м веках, такие как аболиционизм и социальное Евангелие. Постмилленаризм стал одним из ключевых постулатов движения, известного как христианский Реконструкционизм. Он был подвергнут критике религиозными консерваторами 20-го века как попытка имманентизировать эсхатон.

## Разновидности
В постмилленаризме можно выделить две основных разновидности: Постмилленаризм совершенного вида (его представители полагают, что Первое воскресение уже наступило) и Постмилленаризм несовершенного вида (его представители полагают, что Первое воскресение ещё не наступило). Общим признаком для всех разновидностей постмилленаризма является допущение осуществления Царства праведников на Земле, но «без Христа», то есть представление о «ненужности» Второго пришествия и личного присутствия Иисуса Христа для установления Царства.

### Постмилленаризм совершенного вида
- Именей и Александр Филит (I век) — учили, что «воскресение уже было» [См. 2 Тим 2:16-18; 1 Тим 1:18-20].
- Маркелл Анкирский (ум. 373) — учил, что Царство Христа наступило в Первое пришествие, и это Царство закончится, продлившись 1000 лет [См. Карташев А. В. «Вселенские Соборы», I Вселенский собор в Никее 325 г., Богословствование Маркелла; Виктор Капитанчук «Святые отцы о 1000-летнем царстве (хилиазме)»; Вячеслав Манягин «Апология Царства Христова»].
- Тихоний Африканский (ум. 390/400) — учил также как и Маркелл Анкирский, но полагал, что под тысячелетием следует понимать 500 лет от Первого пришествия до 6000 года от сотворения мира, когда наступит Конец света [«Толкование на Апокалипсис»; «Книга о семи правилах для исследования и нахождения смысла Священного Писания», Правило 5. О временах].
- Бл. Иероним Стридонский (342—419/420) — воспринял и популяризировал учение Тихония Африканского [«Комментарий к Апокалипсису» <Вторая редакция «Комментария к Апокалипсису» Викторина Петавского>, глава 20]. Под первым воскресением понимал крещение [«Толкование на книгу пророка Исайи», Ис 65:19-20] или воскресение душ верой [«Комментарий к Апокалипсису», Откр 20:4-5]. Под скованностью Сатаны понимал ограничение его действий по отношению к христианам [Там же, Откр 20:1-3; Откр 20:6]
- Бл. Аврелий Августин Гиппонский (354—430) — первоначально придерживался премилленаризма [Проповедь Sermo 259.19; «О граде Божьем», книга XX, глава 7]. Затем, под влиянием Тихония Африканского, переменил взгляды в сторону постмилленаризма [«О граде Божьем», книга XX, главы 6-15]. Под Первым воскресением понимал воскресение душ верой [Там же, главы 6, 10]. Тысячелетие толковал двояко: как 500 лет до 6000 года подобно Тихонию, либо как «все остальные годы этого века, так что совершенным числом обозначается полнота времени» [Там же, глава 7]. Переметнувшись от премилленаризма к постмилленаризму, Августин нетвердо стоял на почве этого учения, поскольку в том же трактате «О граде Божьем», очевидно под влиянием Оригена, выразил склонность и к точке зрения амилленаризма о царствовании душ святых на небесах [Там же, глава 9]. Под низвержением и скованностью дьявола понимал заключение его с сердцах нечестивых [Там же, глава 7].
- Андрей Кесарийский (V век) — учил подобно Августину: дьявол скован от Распятия Христа, а «тысячу лет благоразумнее понимать не как таковое именно количество лет, но считать их или за многие годы, или за число совершенное» [«Толкование на Апокалипсис», глава 60], или за время Евангельской проповеди [Там же, глава 63], Первое воскресение заключается в «восстании от умерщвляющих помышлений и мертвых деяний» и оно есть совоскресение в крещении [Там же, глава 62], и спасенные крещением «будут царствовать предуказанным образом вместе со Христом до второго Его пришествия» [Там же, глава 61]. За ним следуют многие толкователи, например, Олег Стеняев, священник (1961 — …) [«Беседы на Апокалипсис», Беседа 29].
- Ойкумений (VI век) — полагает тысячелетие как промежуток времени в 3,5 года от Крещения Иисуса Христа до его Вознесения [См. Ким Н. «Тысячелетнее Царство. Экзегеза и история толкования XX главы Апокалипсиса». СПб, 2003, с.213-214; см. также Андрей Кесарийский «Толкование на Апокалипсис» <длинная редакция>, глава 63].
- Петр Иоанн Оливи (ок. 1248—1298) — вероятно под влиянием Иоахима Флорского (ок. 1130—1202) учил о наступлении духовного Царства в XIII веке [См. Ким Н. «Тысячелетнее Царство. Экзегеза и история толкования XX главы Апокалипсиса». СПб, 2003].
- Джон Уиклиф (1320/1324 — 1384) — считал, что тысячелетие закончилось около 1000 года, после чего Сатана был выпущен на свободу [См. Ким Н. Ibid.]. За ним вероятно следуют Джон Пурви [Иоанн Пурве] (ок. 1354 — ок. 1414/1428), Мартин Лютер (1483—1546), Авраам Каловий [Абрахам Каловиус] (1612—1686), Иоанн Кокцей (XVII век) [См. Ким Н. Ibid.].
- Николай Лирийский (ок. 1270—1349) — связывал Откр 20:1 со спором между императором Генрихом V и папой римским Каликстом II [См. Ким Н. Ibid.].
- Себастьян Мехер (XVI век) — полагал тысячелетие от Рождества Христова до вторжения турок в Европу, то есть до XIV века [См. Ким Н. Ibid.].
- Франц Юний (XVI век) — полагал тысячелетие от времени Апокалипсиса до времени папы римского Григория VII, то есть до XI века [См. Ким Н. Ibid.].
- Иоанн Фокс (XVI век) — полагал тысячелетие от 300 года до 1300 года или примерно от эпохи императора Константина до вторжения турок в Европу [См. Ким Н. Ibid.; см. также еп. Петр Екатериновский «Объяснение Апокалипсиса», глава 20].
- Дюрхем (XVII век) — берет начало в 300 году и приходит к 1560 году, то есть к эпохе Реформации [См. Ким Н. Ibid.].
- Людовик Алкасар (XVII век) — ангелом, сковавшим Сатану, считал императора Константина; тысячелетие полагал от его времени и до Конца света [См. Ким Н. Ibid.]. За ним следуют Хьюго Гротий (XVII век), Хаммонд (XVII век), Боссе (XVII век), Хервеус (XVII век), Версе (XVII век — XVIII век) [См. Ким Н. Ibid.].
- Ветстейн (XVIII век) — полагал тысячелетие от разрушения Иерусалима в 70 году до Шимона Бар-Кохба, то есть до 135 года [См. Ким Н. Ibid.].
- Харенберг (XVIII век) — полагал тысячелетие за время Церкви от разрушения Иерусалима до Конца света [См. Ким Н. Ibid.].
- Федор Яковлев (ум. 1853) — отождествлял Царство с жизнью Церкви, а тысячелетие с многолетием [«Апостолы», вып.2].
- Св. Игнатий Брянчанинов, епископ (1807—1867) — учил, что Первое воскресение совершается при посредстве двух таинств: крещения и покаяния, которыми воцаряются верующие [«Слово о смерти»].
- Макарий Булгаков, митрополит Московский и Коломенский (1816—1882) — считал, что «под именем тысящелетняго царства Христова разумеется весь неопределенный период времени с самаго начала благодатнаго царства Христова на земле, или собственно с тех пор, как соделалась вера Христова при Константине великом торжествующею и господствующею в мире, до скончания века» [«Православно-догматическое богословие», § 267].
- Франц Залес Тифенталь (1840—1917) — полагал тысячелетие между смертью Аттилы в 453 году и падением Константинополя в 1453 году [См. Ким Н. Ibid.].
- Св. Пантелеимон Оптинский [Павел Аржаных] (1868—1937) — полагал, что дьявол заключен в VII—VIII веках до XVI—XVIII веков; мученики воскреснут за 2,5 года до Второго пришествия [«Начало и конец нашего земного мира (Опыт раскрытия пророчеств Апокалипсиса)», часть 2, беседа 8].
- Св. Николай Виноградов (1876—1937) — учил, что «тысячу лет апокалиптическую принимают или за число лет неопределенное — все время (тысяча родов) от воплощения Христова до пришествия в мир антихриста, которое будет пред самою кончиною мира, или же мыслят за самый короткий промежуток времени — за один день» [«О конечных судьбах мира и человека»].
- Димитрий Вознесенский, архиепископ (1871—1947) — вслед за Андреем Кесарийским учил, что тысячей лет называется время от воплощения до пришествия антихристова; в то же время вслед за прот. Николаем Орловым склонялся и к амилленаризму, подавая Первое воскресение как «переход (восстание) благочестивых от земной жизни к жизни на небе, от унижения и страданий к славе пред Престолом Божиим» [«Апокалипсис в перспективе XX века», глава 20].
- Архиепископ Аверкий Таушев (1906—1976) и иеромонах Серафим Роуз (1934—1982) — следуют за Андреем Кесарийским и Макарием Булгаковым [«Апокалипсис в учении древнего христианства»; Архиеп. Аверкий (Таушев) «Апокалипсис, или Откровение святого Иоанна Богослова: история написания, правила для толкования и разбор текста»; Иером. Серафим (Роуз) «Знамения времен. Тайны книги Апокалипсис», «Православие и религия будущего»].
- Беале (XX век) — считает тысячелетие временем Церкви на Земле, при этом склоняется также и к амилленаризму, исповедуя воскресение душ верующих на небеса и их царствование там со Христом [См. Ким Н. Ibid.].
- Николай Ким, священник (1960 — …) — выдвинул «способ толкования 1000 — как 1000 лет спокойной жизни без споров о 1000», то есть как период от III—IV веков до XIII века; кроме того выразил согласие со «старым догматическим способом» толкования тысячелетия, очевидно понимая под этим некий конгломерат хиллегорических толкований [«Тысячелетнее Царство. Экзегеза и история толкования XX главы Апокалипсиса». СПб, 2003, с.252, 292].
- Андрей Горбунов, священник (XX век — …) — учит, что Тысячелетнее Царство Христово — это Церковь земная воинствующая и небесная торжествующая, которая после кончины мира, всеобщего воскресения и Суда войдет в вечное Царство славы; Первое воскресение есть воскресение души, духовное возрождение-оживление человека во Христе или жизнь праведных на небе; таким образом, толкуя тысячелетие по-земному осуществляющимся, имеет также и тенденции к амилленаризму [«Какая совместность Царства Христова с хилиазмом?»; «О, если бы вы и в самом деле царствовали»]. Его поддерживают игумен Варсонофий Самарин, архимандрит Рафаил Карелин, монах Константин.
- Георгий Городенцев, протоиерей (XX век — …) — первоначально придерживался премилленаризма, затем, под влиянием соответствующей литературы, перешёл в хиллегоризм [«О ереси хилиазма»]. Учит, что «после Миланского эдикта [313 года] народы Римской Империи, а потом и многие другие народы, в том числе и славянские, через таинство Крещения пришли к духовному воскресению [„Хилиазм — это ересь, осужденная Церковью“]. Первое воскресение — это воскресение души; душа человека воскресает через Таинство Крещения; христианские мученики воскресают через „крещение кровью“; святые воцаряются над душевными страстями; Второй Рим (Византия) и Третий (Святая Русь) просуществовали около одной тысячи лет, поэтому „тысячелетнее царство святых на земле в определённом смысле уже дважды имело место в истории человечества“ [„О ереси хилиазма“].

### Постмилленаризм несовершенного вида
- Джозеф Мид (1586—1638/1639) — откладывая от 400 года апокалиптический промежуток в 1260 лет (см. Откр 11:3; 12:6) приходит к дате начала тысячелетия [См. Ким Н. Ibid.]. Учение Мида о „прогрессивном хилиазме“ заложило основы постмилленаризма несовершенного вида [Ким Н. Тысячелетнее Царство. Экзегеза и история толкования XX главы Апокалипсиса», СПб, 2003. с.296].
- Дэниел Уитби (1638—1726) — считал, что мир эволюционным путем будет обращен через Евангелие, евреи вернутся в Святую землю, а папство и ислам будут побеждены. Как следствие принятия Благой Вести всем человечеством, наступит тысячелетний период мира, справедливости и счастья, так называемый «золотой век» цивилизации. В конце его Христос вернется свершить Страшный суд [Ким Н. Тысячелетнее Царство. Экзегеза и история толкования XX главы Апокалипсиса", СПб, 2003. с.27-28, 296].
- Кампегиус Витринга (1659—1722) и Жак Аббади (1654—1727) — вслед за Уитби полагают тысячелетнее Царство как будущий плод церковных реформ [См. Ким Н. Ibid.]. За ними вероятно следуют Спенер (XVII век — XVIII век), Дриссенс (XVII век — XVIII век), Иоахим Ланге (1670—1744), Пасторини (XVIII век) [См. Ким Н. Ibid.].
- Иоганн Бенгель (1687—1752) — ввел удвоенное тысячелетие, полагая в 1836—2836 годах связание Сатаны, в 2836-3836 тысячелетнее Царство, а в 3836 году Конец света и Великий суд [См. Ким Н. Ibid.]. За ним следует Иоганн Хенрик Юнг Стиллинг (1740—1817), также полагающий аллегорическое тысячелетие с 1836 года [См. Ким Н. Ibid.].
- Сергий Булгаков, священник (1871—1944) — считает Первое воскресение «оживлением» душ умерших праведников (без воскресения в теле) должном произойти при грядущем духовном явлении Христа для победы над антихристом и связания Сатаны. Под Царством понимается эпоха в истории Церкви в период бездействия Сатаны. После чего наступит Второе пришествие и всеобщее воскресение [«Апокалипсис Иоанна. Опыт догматического истолкования»].
- Александр Евленга (XX век — …) — полагает, что при гибели антихриста происходит не Второе пришествие, а явление Христа «на короткое время»; затем, после 1000 лет произойдет Второе пришествие; разделяет также взгляды Андрея Кесарийского и других постмилленаристов, в частности, мнение о 1000-летии существования Византийской империи и 1000-летии от Крещения Руси в 988 году до Перестройки в 1988 году [«Размышления о хилиазме»].

## Савойская декларация
Савойская декларация 1658 года содержит вероучительное утверждений постмилленарной эсхатологии:

Как Господь в своей заботе и любви к своей церкви в своем бесконечном мудром провидении осуществлял её с великим разнообразием во все века для блага любящих его и его собственной славы, так и мы, согласно его обетованию, ожидаем, что в последние дни, когда антихрист будет уничтожен, Иудеи призваны и враги Царства Его дорогого сына сокрушены, Церкви Христа будут расширены и назидаемы через свободное и обильное общение света и благодати, будут наслаждаться в этом мире более тихим, мирным и славным состоянием, чем они наслаждались.

Джон Джефферсон Дэвис отмечает, что постмилленарное мировоззрение было окончательно сформулировано такими людьми, как Джон Оуэн в XVII веке, Джонатан Эдвардс в XVIII веке и Чарльз Ходж в XIX веке. Дэвис утверждает, что это была доминирующая точка зрения в XIX веке, но к концу Первой мировой войны она была вытеснена другими милленарными позициями из-за «пессимизма и разочарования, порожденных условиями военного времени».

## Духовный прогресс
Джордж Фредриксон утверждает: "Вера в то, что религиозное возрождение и последовавшее за ним улучшение человеческой веры и нравственности в конечном итоге приведут к тысячелетнему миру и справедливости, предшествовавшему Второму пришествию Христа, была толчком к продвижению прогрессивных реформ, как часто указывали историки. Во время Второго Великого Пробуждения 1830-х годов некоторые богословы ожидали, что тысячелетнее царство наступит через несколько лет. Однако к 1840-м годам великий день отошёл в далекое будущее, и постмиллениализм стал религиозным измерением более широкой американской идеологии среднего класса, направленной на устойчивый моральный и материальный прогресс.